# Joseph Sobran
Michael Joseph Sobran, Jr. (även känd under smeknamnet Joe Sobran), född den 23 februari 1946 i Ypsilanti, Michigan, död den 30 september 2010, var en amerikansk journalist, kolumnist och författare.

## Karriär
Åren 1972–1993 var han redaktör för tidskriften National Review och verkade som fellow vid Ludwig von Mises Institute. Sobran kallade sig under större delen av sin karriär för paleokonservativ, men kom under de sista åren av sitt liv att närma sig paleolibertarianismen och anarkokapitalismen. Den tidigare presidentkandidaten Pat Buchanan har kallat Sobran "en av vår generations främsta kolumnister".
Sobran var även Shakespeare-kännare. I boken Alias Shakespeare: Solving the Greatest Literary Mystery of All Time (1997) drev han tesen att det var Edward de Vere, den 17:e earlen av Oxford, som var den verklige författaren bakom de verk som tillskrivits William Shakespeare.

### Fotnoter
1. ↑  Mises.org  Arkiverad 20 augusti 2011 hämtat från the Wayback Machine..
2. ↑  Joseph Sobran, "The Reluctant Anarchist," Sobran's, December 2002.
3. ↑  W. James Antle III (4 oktober 2010). ”Remembering Joe Sobran”. Enter Stage Right. http://www.enterstageright.com/archive/articles/1010/1010sobran.htm.